# Thailand Champions Cup
Der Thailand Champions Cup ist ein Fußballpokalwettbewerb in Thailand. Der Champions Cup wird vom thailändischen Fußballverband organisiert. Bei dem Spiel treffen der Meister der Thai League und der Gewinner des FA Cup aufeinander. Der Cup wird vor Beginn der neuen Saison ausgetragen. Erstmals wurde der Thailand Champions Cup 2017 ausgetragen.

## Teilnehmer
- Meister der Thai League
- Gewinner des FA Cup

| Jahr | Meister Thai League | Gewinner FA Cup     | Austragungstermin |
| ---- | ------------------- | ------------------- | ----------------- |
| 2017 | Muangthong United   | Sukhothai FC        | 22. Januar 2017   |
| 2018 | Buriram United      | Chiangrai United    | 19. Januar 2018   |
| 2019 | Buriram United      | Chiangrai United    | 2. Februar 2019   |
| 2020 | Chiangrai United    | Port FC             | 2. Februar 2020   |
| 2021 | BG Pathum United FC | Chiangrai United    | 1. September 2021 |
| 2022 | Buriram United      | BG Pathum United FC | 6. August 2022    |
| 2023 | Buriram United      | Bangkok United      | 5. August 2023    |
| 2024 | Keine Austragung    | Keine Austragung    | Keine Austragung  |

1. ↑  Da Buriram auch den FA Cup gewann, trat der Vizemeister der vergangenen Saison an.
2. ↑  Da Buriram auch den FA Cup gewann, trat der Vizemeister der vergangenen Saison an.

## Austragungsorte
| Jahr | Stadion                   | Standort                                     |
| ---- | ------------------------- | -------------------------------------------- |
| 2017 | Suphachalasai Stadium     | Pathum Wan, Bangkok                          |
| 2018 | Suphachalasai Stadium     | Pathum Wan, Bangkok                          |
| 2019 | Royal Thai Army Stadium   | Phaya Thai, Bangkok                          |
| 2020 | SCG Stadium               | Pak Kret, Provinz Nonthaburi                 |
| 2021 | 700th Anniversary Stadium | Mae Rim, Chiangmai, Provinz Chiangmai        |
| 2022 | 80th Birthday Stadium     | Nakhon Ratchasima, Provinz Nakhon Ratchasima |
| 2023 | Rajamangala Stadium       | Bang Kapi, Bangkok                           |
| 2024 | Keine Austragung          | Keine Austragung                             |

| Suphachalasai Stadium | Royal Thai Army Stadium | SCG Stadium | 700th Anniversary Stadium | 80th Birthday Stadium | Rajamangala Stadium |
| --------------------- | ----------------------- | ----------- | ------------------------- | --------------------- | ------------------- |
| 2017, 2018            | 2019                    | 2020        | 2021                      | 2022                  | 2023                |
| Bangkok               | Bangkok                 | Pak Kret    | Chiangmai                 | Nakhon Ratchasima     | Bangkok             |
|                       |                         |             |                           |                       |                     |

## Sieger seit 2017
| Jahr | Sieger              | Ergebnis         | Verlierer        |
| ---- | ------------------- | ---------------- | ---------------- |
| 2017 | Muangthong United   | 5:0              | Sukhothai FC     |
| 2018 | Chiangrai United    | 2:2 (n. E. 6:5)  | Buriram United   |
| 2019 | Buriram United      | 3:1              | Chiangrai United |
| 2020 | Chiangrai United    | 2:0              | Port FC          |
| 2021 | BG Pathum United FC | 1:0              | Chiangrai United |
| 2022 | BG Pathum United FC | 3:2              | Buriram United   |
| 2023 | Bangkok United      | 2:0              | Buriram United   |
| 2024 | Keine Austragung    | Keine Austragung | Keine Austragung |

## Rekordsieger seit 2017
| Mannschaft          | Sieger | Jahr       | Verlierer | Jahr             | Gesamt |
| ------------------- | ------ | ---------- | --------- | ---------------- | ------ |
| Chiangrai United    | 2      | 2018, 2020 | 2         | 2019, 2021       | 4      |
| BG Pathum United FC | 2      | 2021, 2022 |           |                  | 2      |
| Buriram United      | 1      | 2019       | 3         | 2018, 2022, 2023 | 4      |
| Muangthong United   | 1      | 2017       |           |                  | 1      |
| Bangkok United      | 1      | 2023       |           |                  | 1      |
| Sukhothai FC        |        |            | 1         | 2017             | 1      |
| Port FC             |        |            | 1         | 2020             | 1      |